# Murtojärvi (sjö i Finland, Norra Karelen)
Murtojärvi är en sjö i Finland. Den ligger i kommunen Lieksa i landskapet Norra Karelen, i den östra delen av landet, 400 km nordost om huvudstaden Helsingfors. Murtojärvi ligger 179,7 meter över havet. I omgivningarna runt Murtojärvi växer i huvudsak barrskog. Den är 6,5 meter djup. Arean är 1,13 kvadratkilometer och strandlinjen är 9,3 kilometer lång. Sjön  ingår i Vuoksens huvudavrinningsområde. 